# EDM4S
EDM4S или EDM4S SkyWiper (Electronic Drone Mitigation 4 — System) — портативное устройство радиоэлектронной борьбы с дронами, производимое литовской компанией NT Service. Предназначено для вывода из строя БПЛА малого и среднего размера путем подавления систем связи и систем спутниковой навигации БПЛА с помощью электромагнитного импульса.

## История
Впервые устройство было продемонстрировано компанией NT Service (Каунас, Литва) на выставке «Безопасность и противодействие терроризму 2019» в Лондоне . В партнерстве с израильской компанией Skylock компания NT Service также производит систему под названием Skybeam.

## ТТХ
Устройство может переносить один человек. Оператор наводит устройство на БПЛА и включает его, нарушая связь БПЛА, выключая системы спутниковой навигации на дистанции до 5 км. Корпус базирован на немецкой автоматической винтовке HK G36, выбор которой обусловлен её широким использованием в войсках и правоохранительных органах Литвы.

## Устройство
Устройство изготовлено из алюминия и имеет форму винтовки, включая спусковой крючок для активации устройства и оптику для прицеливания. Весит 5,5 кг и имеет размеры 1050 x 220 x 360 мм с выдвинутым прикладом (830 x 220 x 360 мм без выдвинутого приклада). Питается от батареи 24 В, которая может работать до 35 минут .

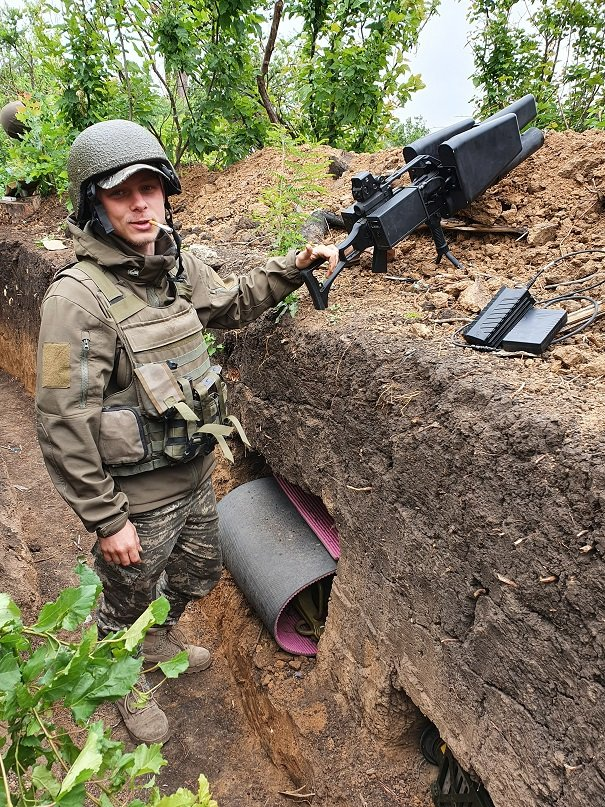
Военнослужащий ВСУ c устройством во время Вторжения России на территорию Украины в 2022 году.

## Применение
Версия устройства EDM4S-UA стоимостью 15 000 долларов США впервые была использована Вооруженными силами Украины против беспилотников Народной милиции ДНР в 2021 году во время войны в Донбассе. В дальнейшем применялось во время российского вторжения в Украину, сбивая российские беспилотники, такие как Элерон-3. В июне 2022 года Литва подарила Украине 110 единиц EDM4S на сумму 1,5 миллиона евро.

## Операторы
Литва
- Войско Литовское
- Пограничная служба
- Союз стрелков Литвы
- Охрана международных аэропортов

 Латвия
- Национальные вооружённые силы.

 Украина
- Вооружённые силы и ГПСУ.

 Румыния
- Вооружённые силы